# الطريقة الصفوية
الصفوية (بالفارسية: صفویه) هي طريقة صوفية أسسها المتصوف الشيخ الكُردي الأصل صفي الدين الأردبيلي. لعبت الصفوية دوراً بارزاً في المشهد الاجتماعي والسياسي في شمال غرب إيران خلال القرون الرابعة عشر والخامسة عشر وساهمت في قيام الدولة الصفوية.
نشأ الشيخ صفي الدين الأردبيلي في أردبيل وأرتحل إلى شيراز ثم إلى غيلان لطلب العلم. ألتقى بالشيخ زاهد الجيلاني شيخ الطريقة الزاهدية في مدينة غيلان وأصبح من مريديه، لاحقاً تزوج الأردبيلي من ابنة الجيلاني ثم خلفه في مشيخة الطريقة الزاهدية بعد وفاته حيث أصبحت الطريقة الزاهدية تعرف بالطريقة الصفوية.
أزدادت أهمية الشيخ الأردبيلي بنيله الدعم من رشيد الدين فضل الله الهمذاني حيث عرض الأخير أن يقدم المواد الغذائية للشيخ الأردبيلي سنوياً. كما كتب رشيد الدين فضل الله الهمذاني برسالة إلى إبنه (وهو حاكم أردبيل أنذاك) ينصحه فيها بإظهار الاحترام الائق بالشيخ الأردبيلي.
بعد وفاة الشيخ الأردبيلي إنتقلت مشيخة الطريقة الصفوية إلى ولده صدر الدين موسى الذي عاصر غزو تيمور لنك لإيران ونال حضوة تيمور.وأنتقلت من بعده مشيخة الطريقة إلى ولده الخواجة علي الصفوي الذي ترك المذهب الشافعي وتحول إلى المذهب الجعفري وتبعه أتباع الطريقة الصفوية في ذلك. ثم أخذت تنتقل مشيخة الصفويين تباعاً من الأب إلى الأبن.في منتصف القرن الخامس عشر تغير إتجاه الطريقة الصفوية من دينية إلى عسكرية تحت قيادة الشيخ جنيد ثم ولده الشيخ حيدر الذي أعلن الجهاد ضد جورجيا.أعلن أبن الشيخ حيدر إسماعيل الصفوي الدولة الصفوية 1501 وأتخذ المذهب الجعفري مذهباً رسمياً للدولة.